# 塔蘭西克
51°19′11″N 33°7′29″E / 51.31972°N 33.12472°E
塔蘭斯凱（烏克蘭語：Таранське）是位於烏克蘭東北部的村莊，由蘇梅州科諾托普區的波皮夫卡市鎮負責管轄。該村處於謝伊姆河左岸，距離利索古比夫卡1.5公里，海拔高度127米，2001年人口59。